# Germán Berterame
Germán Berterame (ur. 13 listopada 1998 w Villa María) – meksykański piłkarz pochodzenia argentyńskiego występujący na pozycji napastnika lub skrzydłowego, reprezentant Meksyku, od 2022 roku zawodnik Monterrey.
W 2024 roku otrzymał meksykańskie obywatelstwo i rozpoczął występy w reprezentacji Meksyku.